# Darlington F.C.
Darlington Football Club er en engelsk fodboldklub fra byen Darlington i regionen North East England. Klubben spiller i landets sjettebedste række, National League North, og har hjemmebane på stadionet Blackwell Meadows. Klubben blev grundlagt i 1883.

## Kendte spillere
- Gary Pallister
- David Preece
- Kyle Lafferty
- Gary Caldwell